# Cyanocitta
Cyanocitta – rodzaj ptaków z rodziny krukowatych (Corvidae).

## Zasięg występowania
Rodzaj obejmuje gatunki występujące w Ameryce Północnej (z Ameryką Centralną włącznie).

## Morfologia
Długość ciała 25–34 cm; masa ciała 70–142 g.

## Systematyka
Rodzaj zdefiniował w 1845 roku brytyjski ornitolog Hugh Edwin Strickland na łamach czasopisma „The Annals and magazine of natural history”. Gatunkiem typowym była modrosójka błękitna (Cyanocitta cristata).

### Etymologia
- Cyanocitta: gr. κυανος kuanos „ciemnoniebieski”; κιττα kitta „sójka”[7].
- Cyanogarrulus: gr. κυανος kuanos „ciemnoniebieski”; rodzaj Garrulus Brisson, 1760 (sójka)[7]. Typ nomenklatoryczny: Corvus cristatus Linnaeus, 1758.
- Lophocorax: gr. λοφος lophos „grzebień, czub”; κοραξ korax, κορακος korakos „kruk”, od κρωζω krōzō „krakać”[8]. Typ nomenklatoryczny: Cyanogarrulus diadematus[a] Bonaparte, 1850.
- Stellerocitta: Georg Wilhelm Steller (urodzony jako Stöhler) (1709–1746), niemiecki przyrodnik, podróżnik; gr. κιττα kitta „sójka”[9]. Typ nomenklatoryczny: Corvus stelleri J.F. Gmelin, 1788.

### Podział systematyczny
Do rodzaju należą następujące gatunki:
- Cyanocitta cristata (Linnaeus, 1758) – modrosójka błękitna
- Cyanocitta stelleri (J.F. Gmelin, 1788) – modrosójka czarnogłowa